# Linea M4 (metropolitana di Copenaghen)
La linea M4 è la quarta linea della metropolitana di Copenaghen, a servizio della città di Copenaghen, in Danimarca. Segue da un percorso da nord (Nordhavn) a sud (Sydhavn) e attraversa il centro della città con un tratto in comune con la linea M3.

## Pianificazione
Il tratto settentrionale della linea è stato approvato dal Parlamento danese nel 2012 ed è stato inaugurato il 28 marzo 2020.
Il tratto meridionale è stato approvato nel 2015 e la sua apertura è stata nel 2024.
Sia Nordhavn sia Sydhavn sono due zone in precedenza a vocazione industriale alle estremità opposte del Porto di Copenaghen; attualmente sono in fase di riqualificazione urbana, gestita da By & Havn.
All'epoca del progetto della linea M3, la linea M4 era stata concepita come un'estensione della linea M3 da Nørrebro a København H per accrescere la capacità al tratto orientale della linea circolare. In quel periodo si pensava che la linea potesse avere una sua espansione verso nord, da Nørrebro ai quartieri periferici a nord-ovest, ma quest'idea fu abbandonata  nel 2009, quando la città di Copenaghen cancellò il progetto di un nodo di interscambio sotto la stazione di Nørrebro. Al posto di questo progetto la città preferì una soluzione in cui la linea M4 avrebbe collegato i distretti di  Nordhavn e Sydhavn.

## Stazioni
La linea M4 conta 13 stazioni aperte. Il tratto da Østerport a København H è in comune con la linea M3.
- Orientkaj
- Nordhavn (interscambio con i treni suburbani)
- Østerport (interscambio con i treni suburbani S-tog e DSB)
- Marmorkirken (La chiesa di marmo)
- Kongens Nytorv (interscambio con M1 e M2)
- Gammel Strand vicino al Palazzo di Christiansborg
- Rådhuspladsen (Piazza Rådhusplads)
- København H (stazione centrale)

Tratto meridionale (Sydhavn) (2024)
- Havneholmen
- Enghave Brygge
- Sluseholmen
- Mozarts Plads
- Ny Ellebjerg ((interscambio con i treni suburbani e DSB)

Nell'aprile del 2017 è stato annunciato che la cinque stazioni del tratto meridionale conterranno opere di artisti danesi: Superflex, Pernille With Madsen, René Schmidt, Christian Schmidt-Rasmussen, Henrik Plenge Jakobsen.